# Алкей Мессенский
Алке́й Мессе́нский (др.-греч. Ἀλκαῖος ὁ Μεσσήνιος, лат. Alcaeus) — древнегреческий поэт конца III — II веков до н. э. В Палатинской антологии и Планудовом приложении сохранились 22 его эпиграммы.
В истории эллинистической эпиграммы Алкей Мессенский примечателен тем, что, помимо разработки традиционных тем (красота и любовь, похвалы древним поэтам — Гомеру, Гесиоду, Гиппонакту и др.), использовал этот жанр для современной политической борьбы, на короткое время вернув ему широкое общественное значение. Среди эпиграмм Алкея четыре направлены против македонского царя Филиппа V; одна — славословие противнику Филиппа, римскому полководцу Титу Квинкцию Фламинину.
Без похорон и без слёз, о прохожий, на этом кургане

        Мы, фессалийцы, лежим — три мириады бойцов, —

Пав от меча этолийцев или латинян, которых

        Тит за собою привёл из Италийской земли.

Тяжко Эмафии горе; а дух дерзновенный Филиппа

        В бегство пустился меж тем, лани проворной быстрей.

Ответ Филиппа

Без коры, без листвы, о прохожий, на этом кургане,

        Здесь для Алкея большой сооружается крест.

По рассказу Плутарха, Филипп, услышав повторявшуюся всеми эпитафию Алкея македонским воинам, убитым в битве при Киноскефалах и шесть лет остававшимся без погребения, откликнулся насмешливой угрозой поэту, спародировав первые две строки его стихотворения.